# Lesley Thompson-Willie
Lesley Thompson-Willie est une rameuse canadienne née le 20 septembre 1959 à Toronto. Elle est aussi entraîneur d'aviron.

## Biographie
Elle a disputé à sept reprises les Jeux olympiques, évoluant à chaque fois au poste de barreuse.
En quatre avec barreur, elle est vice-championne olympique en 1984 à Los Angeles (avec Marilyn Brain, Angela Schneider, Barbara Armbrust et Jane Tregunno) et septième en 1988 à Séoul.
Elle dispute ensuite les épreuves de huit. Elle est sacrée championne olympique en 1992 à Barcelone (avec Kirsten Barnes, Brenda Taylor, Megan Delehanty, Shannon Crawford, Marnie McBean, Kay Worthington, Jessica Monroe et Kathleen Heddle), vice-championne olympique en 1996 à Atlanta (avec Jessica Monroe, Heather McDermid, Tosha Tsang, Maria Maunder, Alison Korn, Emma Robinson, Anna Van der Kamp et Theresa Luke), médaillée de bronze olympique en 2000 à Sydney (avec Heather McDermid, Alison Korn, Emma Robinson, Theresa Luke, Heather Davis, Dorota Urbaniak, Laryssa Biesenthal et Buffy Alexander-Williams) et quatrième en 2008 à Pékin.
Aux Jeux olympiques d'été de 2012 à Londres, elle obtient la médaille d'argent en huit avec Janine Hanson, Andréanne Morin, Krista Guloien, Lauren Wilkinson, Rachelle Viinberg, Natalie Mastracci, Ashley Brzozowicz et Darcy Marquardt.

## Palmarès

### Jeux olympiques
- Jeux olympiques d'été de 2012 à Londres,  Royaume-Uni
  -  Médaille d'argent en huit
- Jeux olympiques d'été de 2000 à Sydney,  Australie
  -  Médaille de bronze en huit
- Jeux olympiques d'été de 1996 à Atlanta,  États-Unis
  -  Médaille de bronze en huit
- Jeux olympiques d'été de 1992 à Barcelone,  Espagne
  -  Médaille d'or en huit
- Jeux olympiques d'été de 1984 à Los Angeles,  États-Unis
  -  Médaille d'argent en quatre avec barreur

### Championnats du monde d'aviron
- 2011 à Bled,  Slovénie
  -  Médaille d'argent en huit
- 2010 à Karapiro,  Nouvelle-Zélande
  -  Médaille d'argent en huit
- 1999 à Saint Catharines,  Canada
  -  Médaille de bronze en huit
- 1998 à Cologne,  Allemagne
  -  Médaille de bronze en huit
- 1997 à Aiguebelette,  France
  -  Médaille d'argent en huit
- 1991 à Vienne,  Autriche
  -  Médaille d'or en huit
- 1986 à Nottingham,  Royaume-Uni
  -  Médaille de bronze en quatre avec barreur
- 1985 à Willebroek,  Belgique
  -  Médaille de bronze en quatre avec barreur